# Стрига Ангеліна Олександрівна
Ангелі́на Олекса́ндрівна Стри́га (нар. 3 лютого 1941, Рузаєвка) — український музикант, викладач-методист Чернігівського музичного училища імені Льва Ревуцького. Заслужений діяч мистецтв України, кавалер ордена княгині Ольги ІІІ ступеня.

## Життєпис
Стрига Ангеліна Олександрівна народилася 3 лютого 1941 року в Рузаєвці в родині залізничника. Вже під час війни, родина переїхала в Куйбишев.
У 1945 році, коли батько повернувся з фронту, його по роботі перевели в Прилуки, де маленька Геля пішла в школу у 1948 році.
У 1951 році, знову за призначенням батька, переїхали в Чернігів, де у 1953 році вступила до музичної школи.
У 1958 році закінчила 10 класів і поступила на роботу по музиці в школу-інтернат малозрячих дітей.
У 1959 році вступила до Київського музичного училища ім. Р. Глієра на відділ народних інструментів по класу баяна на заочне відділення і перейшла на роботу в Чернігівську дитячу музичну школу № 1 викладачем по класу баяна.
У 1964 році закінчила музичне училище і вступила до Київської Державної консерваторії ім. П. І. Чайковського на оркестровий факультет.
З 1965 року стала працювати викладачем по класу баяна і диригування в Чернігівському музичному училищі ім. Л. М. Ревуцького.
З 1967 року затвердили головою предметно-циклової комісії та головою методичного об'єднання викладачів музичних шкіл відділу народних інструментів.
За період роботи вона випустила більше двухсот спеціалістів, а 134 її вихованців закінчили, або навчаються у вищих навчальний закладах країни. Результати її досягнень як викладача підтверджують значні успіхи у різних конкурсах, оглядах. Так, переможцями різних конкурсів стали більше 100 учнів, а 50 з них отримали звання лауреатів Міжнародних конкурсів.
За час її артистичної і педагогічної діяльності учнями класу проведено до вісімсот концертів в музичних школах, на підприємствах і установах Чернігівської області. Їх виступи завжди отримують схвальну оцінку. Подібні концерти є живою ілюстрацією того, яких результатів можна досягти при використанні прогресивних принципів методики. Рівняючись на неї, колишні учні стають відомими музикантами. Усіх і не перелічити, але кращі з них: Заслужений діяч мистецтв України, орденоносець, лауреат Всеросійського конкурсу виконавців на народних інструментах ім. І.Паніцького, директор Чернігівського музичного училища ім. Л. М. Ревуцького Володимир Суховерський; народний артист, заслужений діяч мистецтв, головний диригент Харківського оперного театру Володимир Гаркуша; заслужений артист України, лауреат Міжнародних конкурсів, відмінник народної освіти, доцент Ніжинського Державного університету ім. М.Гоголя Володимир Дорохін; заслужений артист України, художній керівник квартету баяністів ім. М.Різоля національної філармонії України Ігор Саєнко; заслужений артист Росії, директор та головний диригент Вятського російського народного оркестру ім. Ф.Шаляпіна Олександр Чубаров; працівники культури України: Олександр Іванько, Микола Олексієнко, Михайло Сусло та інші.
Протягом роботи в училищі Стрига А. О. є головою методичного об'єднання викладачів дитячих музичних шкіл області. Свою викладацьку роботу вана поєднує з різноманітною методичною діяльністю. Вона підготувала більше восьмисот иетодичних розробок, лекцій, доповідей, відкритих уроків. Неодноразово вона брала участь у Республіканських семінарах-практикумах викладачів музичних училищ. У 1987 році Стризі А. О. присвоєно почесне звання викладача-методиста.
Республіканський науково-методичний кабінет Міністерства культури України запрошує її до рецензування учбових програм, залучає в комісії до акридитації музичних училищ. З 1989 року — член Республіканської Ради Асоціації баяністів-акордеоністів.
Викладач Стрига А. О. весь час бере участь у мистецькому житті міста і області. Захищаючи честь Чернігівщини на Республіканському конкурсі у 1969 році, Стрига А. О. удостоєна звання дипломанта. Вона дала понад двісті сольних концертів, а з 1979 року у складі тріо баяністів зі своїми колишніми випускниками, бувши його керівником.
У 1991 році А. О. Стрига удостоєна звання заслужений працівник культури України. Її передовий досвід постійно вивчається і впроваджується в педагогічній роботі викладачів музичного училища та дитячих музичних шкіл області. За результатами вивчення досвіду роботи надрукована брошура «Грай мій баян» (Чернігів, 1988 рік) та книга «Ангеліна Стрига партитура життя».
Стрига А. О. нагороджена медаллю «За доблестный труд» і «Ветеран праці», знаком «Відмінник культурного шевства над збройними силами», Почесною грамотою ЦК ЛКСМУ, Міністерства культури України, обласного управління культури, училища. Більше сто п'ятдесяти відгуків о роботі викладача Стриги А. О. надруковані у республіканській, обласній та районній пресі.

## Нагороди та звання
- Орден княгині Ольги ІІІ ступеня (24 листопада 2017) — за значний особистий внесок у державне будівництво, соціально-економічний, науково-технічний, культурно-освітній розвиток Української держави, вагомі трудові досягнення, багаторічну сумлінну працю, з нагоди 26-ї річниці підтвердження всеукраїнським референдумом Акта проголошення незалежності України 1 грудня 1991 року.[1]
- Заслужений працівник культури України (22 серпня 1991) — за вагомий особистий внесок у примноження національних духовних надбань, високий професіоналізм та з нагоди п'ятої річниці незалежності України[2]